# Richard Barone
Pour les articles homonymes, voir Barone.
 (septembre 2024).
Si vous disposez d'ouvrages ou d'articles de référence ou si vous connaissez des sites web de qualité traitant du thème abordé ici, merci de compléter l'article en donnant les références utiles à sa vérifiabilité et en les liant à la section « Notes et références ».
Richard Barone est un musicien pop américain. 
Il forme d’abord The Bongos au début des années 1980. 

Puis il commence une carrière solo après la séparation du groupe en 1987. 

Ses albums sont pleins d'une pop atmosphérique bien loin des standards de la radio, ce qui explique sans doute le fait qu'il est pratiquement inconnu.

## Discographie
- 1987 : Cool Blue Halo
- 1990 : Primal Dream
- 1993 : Clouds Over Eden
- 1997 : Between Heaven and Cello
- 2000 : The Big Three - Boxed Set
- 2004 : COLLECTION: an embarrassment of richard
- 2008 : GLOW

Avec James Mastro : 
- 1983 : Nuts and Bolts

Avec Darryl McDaniels :
- 2024 : All Fall Down[1]